# Rony Seikaly
Rony Seikaly, né le 10 mai 1965 à Beyrouth (Liban), est un ancien joueur de basket-ball devenu disc-jockey ayant la double nationalité libanaise et américaine.

## Biographie
Seikaly s'inscrit à l'université de Syracuse en 1984. Très vite il prend ses marques et après deux premières années correctes, il s'impose dans l'équipe avec 19 points par match, ce qui le place en bonne position pour la Draft 1989 de la NBA.
Drafté par le Heat de Miami pour la première saison de la franchise, Rony Seikaly devient le pivot titulaire de la franchise et l'un des meilleurs joueurs non américains de sa génération. En 1990, il est élu MIP (joueur ayant le plus progressé).
En 1995, il signe avec Warriors de Golden State, et reste un élément sûr, malgré le peu de matchs joués (34), de l'équipe californienne. L'année suivante il se rattrape un peu avec 64 matchs.
Lors de la saison 1997, Seikaly est titulaire au Magic d'Orlando et marque 19 points en moyenne.
Malgré cela, les aléas des transferts vont faire de lui un retraité dans l'ombre. En effet, les Nets du New Jersey seront son dernier club à 35 ans.
Et parallèlement à tout cela, il se marie à Elsa Benitez, top model de douze ans sa cadette, en septembre 1999. Ils ont eu une fille, Mila. Ils sont divorcés depuis août 2005.

## Records NBA
- 26 rebonds défensifs pris dans un match le 3 mars 1993[1].